# 张祎 (东晋)
张祎（4世纪—419年），吴郡（治今江苏省苏州市）人，东晋末年官员。

## 生平
张祎少年时就有操守。晋安帝末年，为琅邪王司马德文属下的郎中令。司马德文继皇帝位为晋恭帝，刘裕以张祎是恭帝的故吏，平素就是恭帝的亲信。于是封好毒酒给张祎，让他毒杀皇帝。张祎受命叹道：“毒死皇帝而为自己求生，我有何面目活着，不如死了！”于是自饮毒酒而死。

## 关系

### 祖父
- 张彭祖，张良17世孫，魏晉3大書法家，與王羲之齊名

### 兄弟姐妹
- 二弟：张茂度，名裕，字茂度，为避讳宋武帝刘裕而改以字行，劉宋司徒
- 三弟：张紹(袑)，雍州刺史

### 儿子
- 张暢，公元450年，宋魏南北對峙于彭城，張暢與北魏李孝伯談判，對談如流，詞意清遠，魏人相顧嘆息
- 张牧，一作枚，宋后军长史
- 张悦，亦有美誉，曾支持晋安王刘子勋，后归降宋明帝，官至雍州刺史
- 张恕，以德行称誉

### 后代
- 孙子：张融，张畅子，主张佛、道兼修
- 五世孙：张后胤，隋唐名儒
- 七世孙：张旭，盛唐草聖